# 烏倫迪之役
烏倫迪之役於1879年6月4日爆發在祖魯首都烏倫迪，5,317名英軍大敗20,000名祖魯戰士，烏倫迪被攻克。英軍傷亡人數不過100人，祖魯則損失了超過1,500名戰士。祖魯的軍事力量因此而瓦解，再不能對抗大英帝國的殖民。

## 背景
在一月份的伊桑德爾瓦納戰役中，祖魯人在英國的第一次攻勢中取得決定性勝利，作為回應，大量增援部隊抵達英屬納塔爾(英國在南非的殖民地，現為納塔爾省)，包含兩個騎兵團、5個砲兵連和12個步兵營，共計1000名正規騎兵、9000名正規步兵和24門火砲，隨著英軍在金吉羅福戰役、坎布拉戰役中紛紛以微小的損失取得勝利，最終，在6月3日，第二次進攻的主力開始向首都烏倫迪緩慢推進。

## 英軍兵力
英軍共4200名正規軍中，包含以下:

### 第1步兵旅
旅長:理查德·格林上校(Colonel Richard Glyn)
- 第21步兵團-皇家蘇格蘭燧發槍步兵團（英语：21st (Royal Scots Fusiliers) Regiment of Foot）（6個連）(注意，不是使用燧發槍)

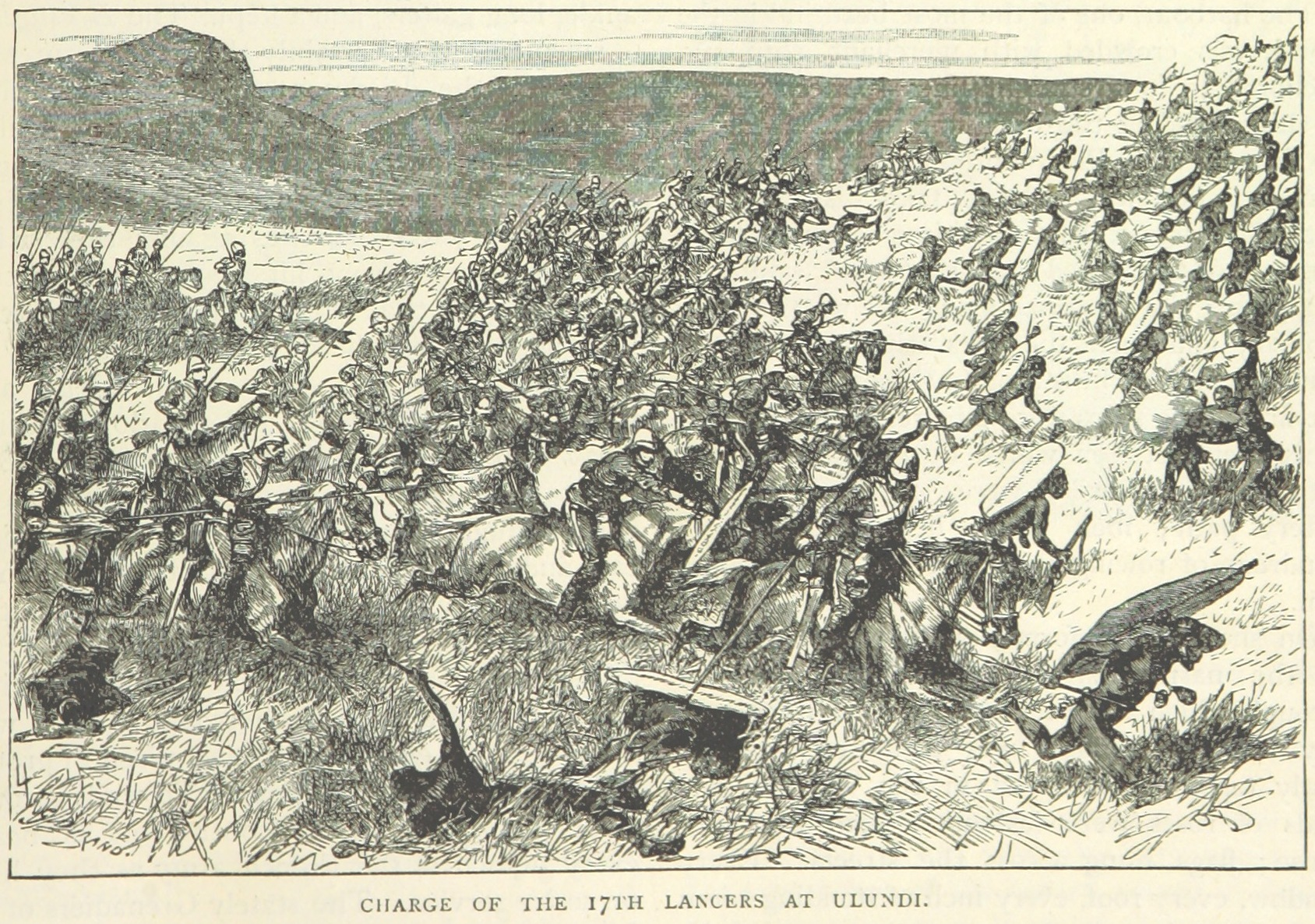
英國第17槍騎兵團正向祖魯人發起衝鋒

- 第58步兵團-拉特蘭郡步兵團（英语：58th (Rutlandshire) Regiment of Foot）（6個連）

### 第2步兵旅
旅長:威廉·科林伍德上校(Colonel William Collingwood)
- 第24步兵團-第2沃里克郡步兵團（英语：24th (2nd Warwickshire) Regiment of Foot）（7個連）
- 第94步兵團（英语：94th Regiment of Foot）（6個連）

### 騎兵旅
旅長:弗雷德里克·馬歇爾少將
- 第1皇家近衛龍騎兵團（英语：1st King's Dragoon Guards）
- 第17槍騎兵團-劍橋公爵騎兵團（英语：17th Lancers）

### 機動部隊
指揮官:亨利·伊夫林·伍德准將
- 第13步兵團-第1薩默塞特郡輕步兵團（英语：Somerset Light Infantry）（7個連）
- 第90步兵團-佩思郡志願者輕步兵團（英语：90th Regiment of Foot (Perthshire Volunteers)）（8個連）
- 第80步兵團-斯塔福德郡志願者步兵團（英语：80th Regiment of Foot (Staffordshire Volunteers)）（5個連）
- 雷德佛斯·亨利·布勒（英语：Redvers Buller）上校的騎兵

隨軍的還有皇家工兵、皇家砲兵、陸軍服務團以及第2納塔爾土著兵營